# Stichopathes bournei
Stichopathes bournei är en korallart som beskrevs av Cooper 1909. Stichopathes bournei ingår i släktet Stichopathes och familjen Antipathidae.
Artens utbredningsområde är Indiska oceanen. Inga underarter finns listade i Catalogue of Life.